# Docalidia grandis
Docalidia grandis är en insektsart som beskrevs av Nielson 1979. Docalidia grandis ingår i släktet Docalidia och familjen dvärgstritar. Inga underarter finns listade i Catalogue of Life.